# بیورن کورتن
بیورن کورتن (انگلیسی: Björn Kurtén; ۱۹ نوامبر ۱۹۲۴ – ۲۸ دسامبر ۱۹۸۸) دیرین‌شناس، نویسنده، مؤلف (پدیدآور)، و استاد اهل فنلاند بود.
وی همچنین برندهٔ جوایزی همچون جایزه کالینگا شده است.